# Eleanor Catton

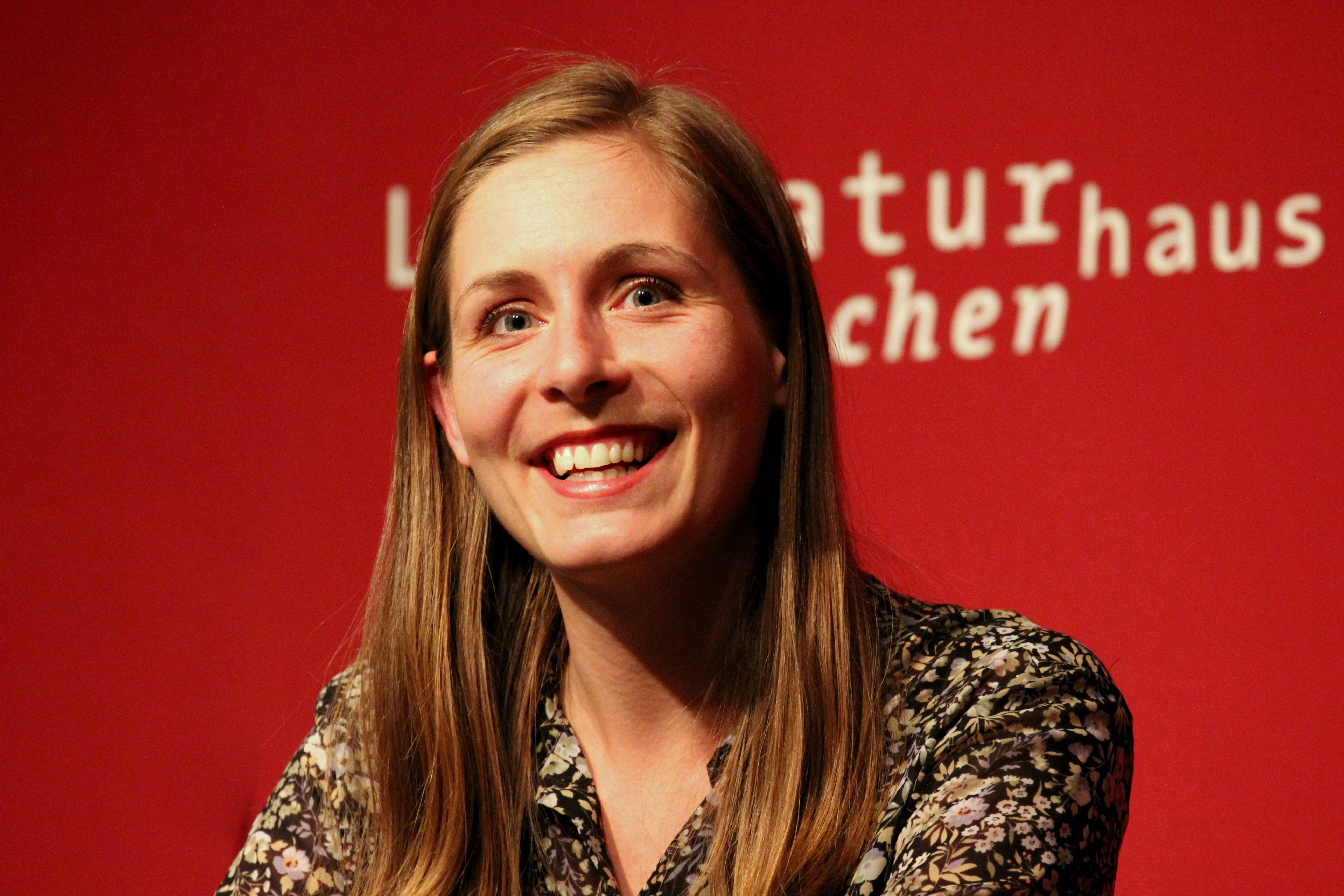
Eleanor Catton im Literaturhaus München, 2015

Eleanor Catton MNZM (* 24. September 1985 in London, Ontario, Kanada) ist eine neuseeländische Schriftstellerin.

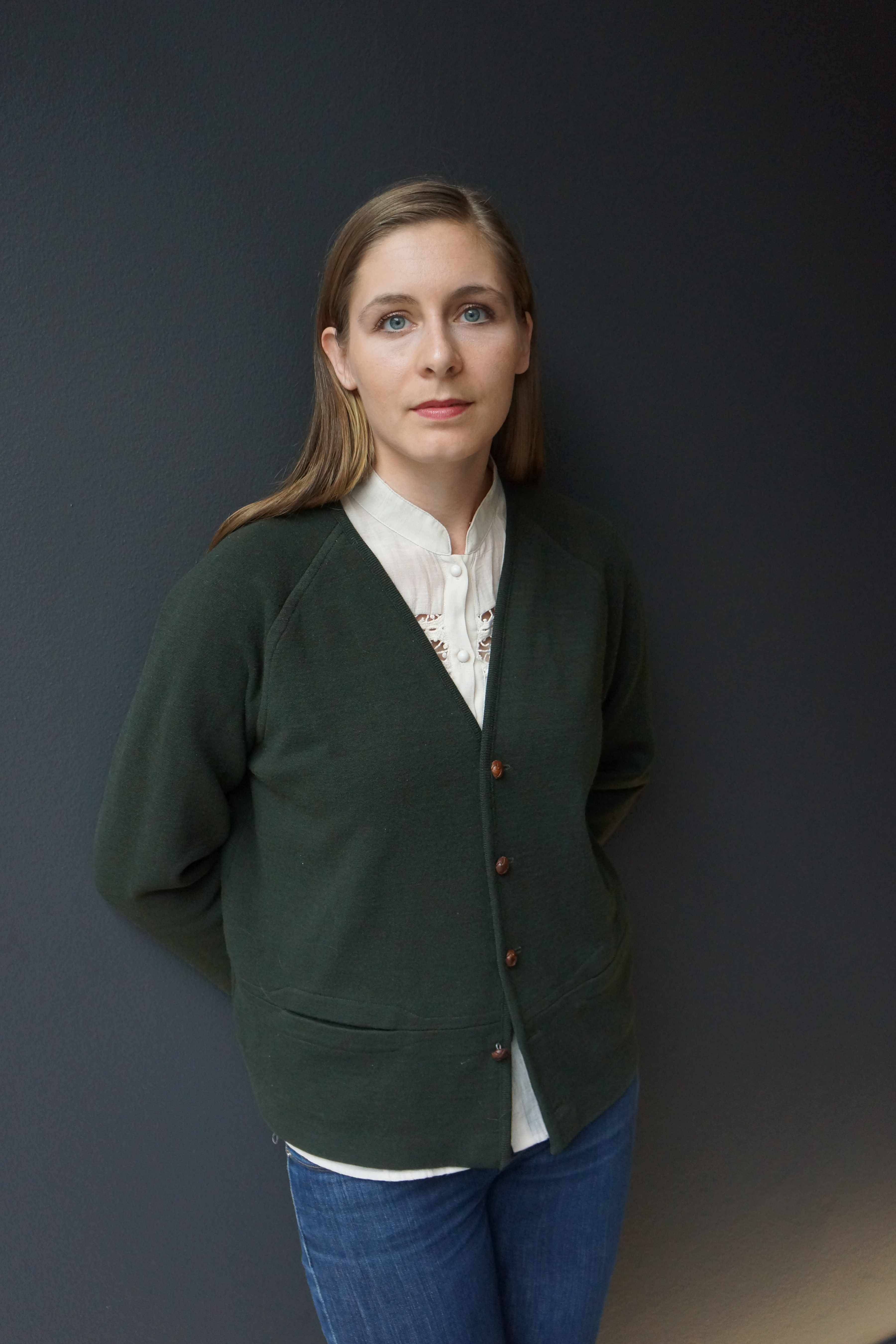
Eleanor Catton (2012)

## Leben
Eleanor Frances Catton wurde 1985 in Kanada geboren, als ihr Vater an der University of Western Ontario studierte. Sie selbst besuchte die Burnside High School und studierte anschließend Englisch an der University of Canterbury, bevor sie Kreatives Schreiben an der Victoria University of Wellington studierte. 2008 nahm sie am Iowa Writers’ Workshop teil. Heute lebt sie in Auckland und unterrichtet Kreatives Schreiben am Manukau Institute of Technology (Auckland).
2008 debütierte Catton mit The Rehearsal als Schriftstellerin. Unter dem deutschen Titel Die Anatomie des Erwachens erschien der Roman 2010 im Arche Verlag. Für ihren zweiten Roman The Luminaries wurde sie 2013 im Alter von 28 Jahren mit dem renommierten Booker Prize ausgezeichnet. Sie ist damit die jüngste Person, die jemals die mit 50.000 US-Dollar dotierte Auszeichnung erhielt, und nach Keri Hulme erst die zweite Neuseeländerin. The Luminaries wurde als sechsteilige Miniserie mit Eve Hewson als Anna Wetherell, Himesh Patel als Emery Staines und Eva Green als Lydia Wells für das Fernsehen adaptiert.

## Auszeichnungen (Auswahl)
- 2010 Amazon.ca First Novel Award für den Roman The Rehearsal
- 2013 Booker Prize für den Roman The Luminaries
- 2013 Governor General’s Award for Fiction für den Roman The Luminaries
- 2014 Nominierung für den Walter Scott Prize für den Roman The Luminaries[2]
- 2014 New Zealand Post Book Awards Fiction Award and People’s Choice Award für den Roman The Luminaries[3]
- 2014 DLitt von der Victoria University of Wellington
- 2023 Granta Best of Young British Novelists[4][5]
- 2023 Scotiabank-Giller-Preis Longlist für den Roman Birnam Wood[6]

## Werke (Auswahl)
Erzählungen
- Two tides. In: Alex Clark (Hrsg.): New fiction special. Granta Books, London 2009, ISBN 978-1-929001-36-1.
- The living room. In: Paula Morris (Hrsg.): The Penguin Book of contemporay New Zealand short stories. Penguin Books, Rosedale 2009, ISBN 978-0-14-300681-7, S. 136–143.
- Glass. In: Owen Marshall (Hrsg.): Best New Zealand Fiction. Bd. 5, Vintage Books, Auckland 2008, ISBN 978-1-86941-979-0.

Romane
- The Rehearsal. University Press, Wellington 2008, ISBN 978-0-86473-581-2.
  - Die Anatomie des Erwachens. Übersetzung Barbara Schaden. Arche Verlag, Zürich 2010, ISBN 978-3-7160-2632-8
- The Luminaries. Granta Books, London 2013, ISBN 978-1-84708-431-6.
  - Die Gestirne. Übersetzung Melanie Walz. btb Verlag, München 2015, ISBN 978-3-442-75479-3
- Birnam Wood. Granta Books, London, 2023, ISBN 978-1-7837-8969-6.

Drehbücher
- Emma